# Carinho de Verdade
"Carinho de Verdade" é um single de caridade lançado para apoiar a campanha homônima contra a exploração sexual de crianças e adolescentes. A canção foi gravada por vinte e dois artistas, sem fins lucrativos, sendo alguns deles Xuxa Meneghel (madrinha da campanha), Ivete Sangalo, Luan Santana, Luiza Possi e Maria Gadú.

## Composição e desenvolvimento
Logo após a gravação do especial em comemoração aos 25 anos de carreira da apresentadora Xuxa na Rede Globo, alguns artistas que participaram da festa como Saulo Fernandes, Ivete Sangalo, Victor e Leo, Daniel, além da própria Xuxa se reuniram para apoiar a campanha contra a violência sexual infantil. A canção foi gravada em 7 de junho de 2011 junto com o videoclipe em um estúdio na cidade do Rio de Janeiro, contando ao todo com vinte e dois artistas e sendo regido pelo maestro da Xuxa Produções Ary Sperling.

## A Campanha
Em 2010 o Conselho Nacional do SESI cria a Campanha Carinho de Verdade e convida a apresentadora, cantora, atriz e empresária Xuxa Meneghel para ser a madrinha do projeto, visando mobilizar a sociedade para ajudar a combater o abuso e a exploração sexual de crianças e adolescente, incentivando denúncias e levando à justiça pessoas que praticaram o ato, tendo envolvida várias instituições, ONGs e orgãos públicos. Entre abril e maio de 2011, por meio de redes sociais, foi criada uma campanha digital, mobilizando certa de 50 mil mensagens no twitter contra a exploração e cerca de 30 milhões de pessoas passaram a conhecer a causa.

## Vídeoclipe
O videoclipe para promover a canção foi gravado na noite de 7 de junho de 2011 na cidade do Rio de Janeiro em um estúdio. Na tarde do dia 8 de junho o twitter oficial da campanha e de Ivete Sangalo postaram as primeiras fotos do estúdio onde foi gravado. Em 17 de junho é lançado o videoclipe, mostrando artista por artista cantando uma parte da canção solo e interagindo cantando juntos o refrão em um estúdio. No vídeo todos os artistas aparecem vestindo a camisa da campanha do SESI

## Promoção
No dia 14 de Agosto de 2011, o single "Carinho de Verdade" foi entoado por Xuxa no programa filantrópico Criança Esperança. Acompanhada por alguns artistas como a Joelma da Banda Calypso, Preta Gil, Zezé di Camargo & Luciano dentre outros, Xuxa deixou uma mensagem contra a exploração sexual de crianças antes de cantar a música. O videoclipe também foi exibido no programa de televisão TV Xuxa, além de exibições na TV Cultura e Band.

## Artistas Contra a Violência Sexual Infantil
Condutor
- Ary Sperling

Solos (em ordem de aparição)
- Luiza Possi
- Maria Gadú
- Xuxa Meneghel
- Ivete Sangalo
- Fafá de Belém
- Beth Carvalho
- Toni Garrido
- Buchecha
- Fagner
- Preta Gil
- Leo Jaime
- Aline Barros
- Daniel
- Zélia Duncan
- Victor & Leo
- Sandra de Sá
- Lenine
- Saulo Fernandes
- Jerry Adriani
- Padre Fábio de Melo

Outros artistas que fizeram parte da campanha, mas não estiveram na canção
- Luan Santana[9]
- Kelly Key[10]